# Cylisticoides angulatus
Cylisticoides angulatus är en kräftdjursart som beskrevs av Helmut Schmalfuss 2003. Cylisticoides angulatus ingår i släktet Cylisticoides, ordningen gråsuggor och tånglöss, klassen storkräftor, fylumet leddjur och riket djur. Inga underarter finns listade i Catalogue of Life.